# نقطه آتش
نقطه آتش (انگلیسی: Fire point) یا نقطه احتراق، به پایین‌ترین درجه حرارت مورد نیاز برای آتش گرفتن و بخار شدن یک سوخت اطلاق می‌شود، که آتش آن برای حداقل ۵ ثانیه پس از احتراق با شعله باز ادامه داشته باشد. نقطه احتراق پایین‌ترین دمایی است که در آن از ماده بخاری قابل احتراق ساطع می‌شود و حداقل برای پنج ثانیه می‌سوزد.